# Skaryszew (ville)
Pour les articles homonymes, voir Skaryszew.
Skaryszew (prononciation : [skaˈrɨʂɛf]) est une ville polonaise de la voïvodie de Mazovie et du powiat de Radom. Elle s'étend sur 27,49 km2 et comptait 4 135 habitants en 2009.
Elle est le siège administratif (chef-lieu) de la gmina appelée gmina de Skaryszew.
La ville est traversée par la rivière Kobylanka et appartient à la region historique de Petite-Pologne.

## Histoire
Le premier document qui mentionne Skaryszew date de l'an 1198 quand le village appartenait à l'abbé de l'ordre canonial régulier du Saint-Sépulcre situé à Miechów. Les moines ouvrirent ici une annexe de leur abbaye, et probablement, un peu plus tard édifièrent une église en bois, ainsi qu'une maison d'habitation pour les moines. Beaucoup plus tard Skaryszew fut détruite durant la troisième invasion mongole de la Pologne.
Etabli d'abord comme village, Skaryszew obtient le statut de ville en 1264.

## Transports
- L'aéroport international le plus proche est à 100 kilomètres au nord, il s'agit de l'aéroport Frédéric-Chopin de Varsovie

## Marché aux chevaux
Son marché aux chevaux existe depuis le XVe siècle et est en 2013 le plus grand d'Europe.

## Personnalités liées à la ville
- Ewa Kopacz, chef du gouvernement polonais, y est née en 1956.